# Guillermo de Werle
Guillermo de Werle (antes de 1393 o 1394 - 8 de septiembre de 1436), fue gobernante conjunto de Werle desde 1418 hasta 1425, luego el gobernante en solitario desde 1425 hasta su muerte. Después 1426, se llamó a sí mismo "Príncipe de los wendos".  Fue un hijo de Lorenzo de Werle-Güstrow y su esposa Matilde de Werle-Goldberg.

## Biografía
Después de la muerte de su padre Lorenzo en 1393 o 1394, el hermano mayor de Guillermo Baltasar gobernó Werle-Güstrow en solitario hasta Guillermo se convirtió en co-regente en 1418. Cuando Baltasar murió el 5 de abril de 1421, Guillermo se convirtió en el único gobernante de Werle-Güstrow. Cuando Cristóbal de Werle-Waren murió en 1425, se convirtió en gobernante de todo Werle. Después de 1426, se llamó a sí mismo "Príncipe de los wendos, señor de Güstrow, Waren y Werle".

## Matrimonio y descendencia
Guillermo primero se casó en 1422 con Ana de Anhalt (hija de Alberto IV de Anhalt-Köthen), quien murió en 1426. Entonces se casó con Sofía de Pomerania, la hermana del duque Barnim VIII de Pomerania.  Con ella tuvo una hija, Catalina de Werle, quien se casó con el duque Ulrico II de Mecklemburgo-Stargard. Con el consentimiento de sus primos, el tío de Catalina Barnim VII hipotecó los territorios de Barth, Zingst y Damgarten por 20.000 guilders para la dote de Catalina.
Con la muerte de Guillermo, la línea Werle se extinguió en la línea masculina, y el principado de Werle regresó a la Casa de Mecklemburgo. Los gobernantes de Mecklemburgo siguió usando el título de "Príncipe de los wendos" hasta que la monarquía alemana fue abolida en 1918.